# Сухопутные войска Китайской Республики
А́рмия Кита́йской Респу́блики (кит. 中華民國陸軍, англ. Republic of China Army, ROCA) является крупнейшим подразделением Вооруженных сил Китайской Республики. Примерно 80% армии базируется на Тайване, остальные части располагаются на островах Пэнху, Цзиньмыньцюньдао, Мацзу и Тайпин. 
С момента Гражданской войны в Китае не было подписано ни перемирия, ни мирного договора, и поэтому в армии, как в последней линии обороны в случае вторжения Народно-освободительной армии Китая, основное внимание уделяется защите и контратаке против морского вторжения и уличным боям.

## Организация
Текущая оперативная численность армии включает 3 армии, 5 корпусов. По состоянию на 2005 год 35 армейских бригад включают 25 пехотных бригад, 5 бронетанковых бригад и 3 мотопехотные бригады . Все пехотные бригады были сняты с дежурства и переведены в резервное командование после 2005 года.
После 2008 года был введён новый вид войск, называемый бригадой защиты. Они созданы из расформированных частей. Сила бригады может варьироваться от одного до нескольких усиленных батальонов, что делает её примерно равной полку. Командир отряда считается полковником.

### Командный штаб Армии Китайской Республики
Военное командование армии возглавляет генерал 3 звезды и отвечает за общее командование всеми активами армии республики. Армейский штаб подчиняется начальнику Генерального штаба (военный), министру национальной обороны (гражданский) и президенту Китайской Республики. 

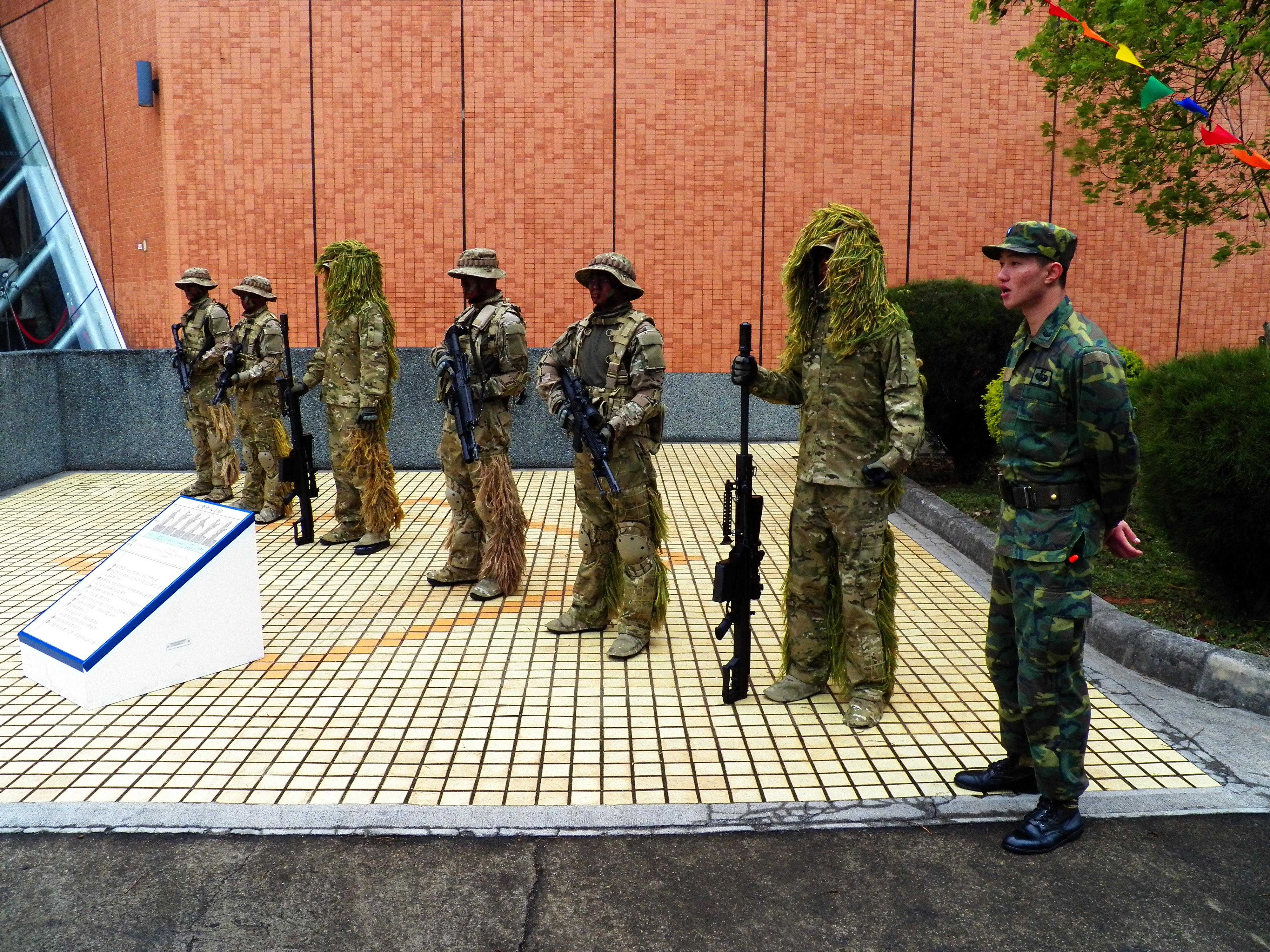
Отряд снайперов

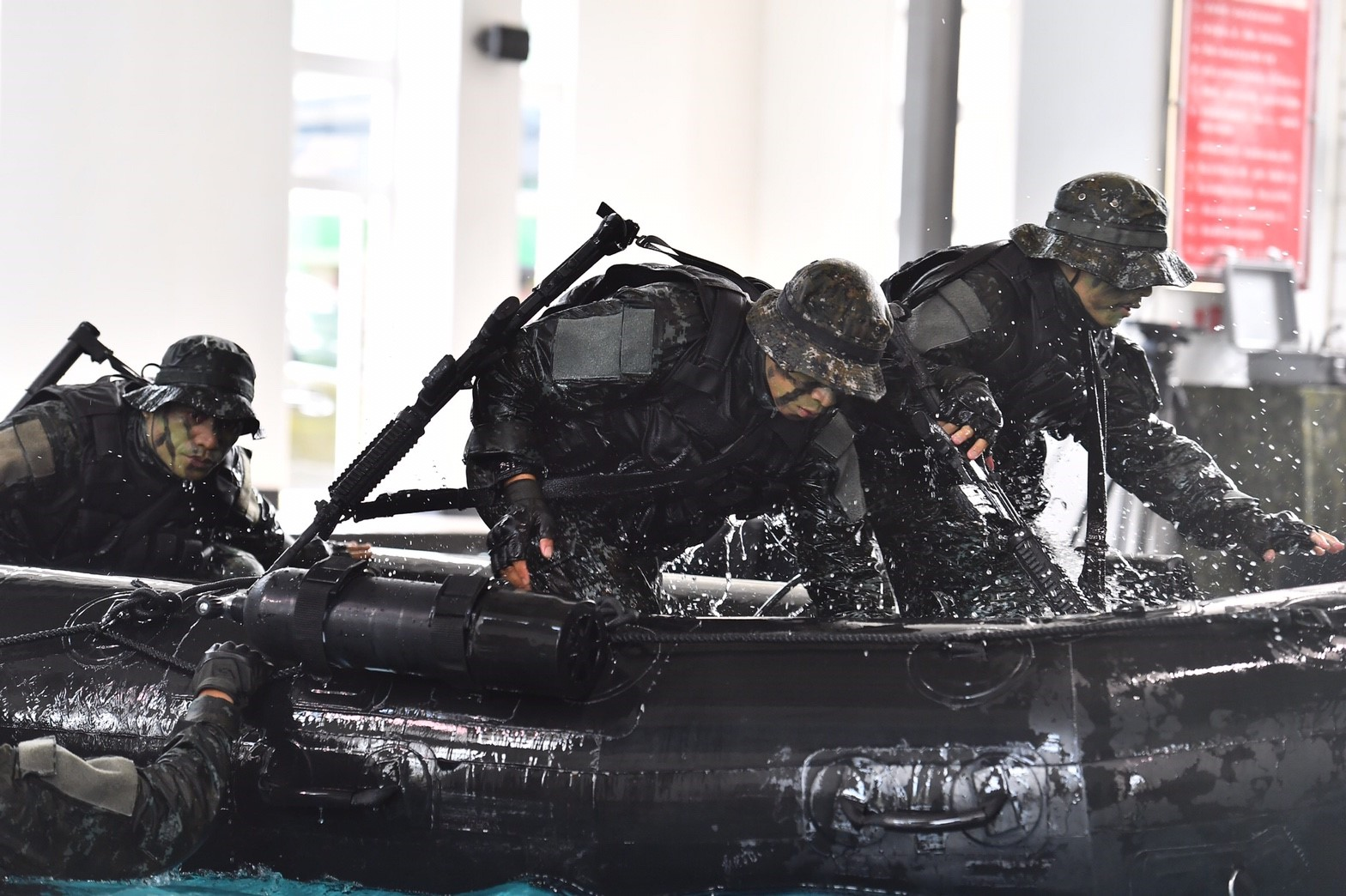
101-й десантно-разведывательный батальон армии Китайской Республики на учениях по десантированию

## История

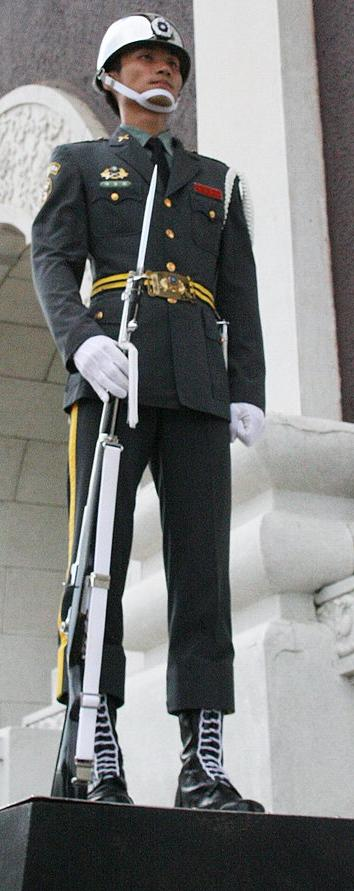
Почётный караул в Тайбее

Армия Китайской Республики возникла из Китайской национальной революционной армии, которая была основана  Сунь Ятсеном в 1924 году, когда при советской военной помощи была создана военная Академия Вампу. Перед академией, которая возглавлялась Чан Кайши, была поставлена задача подготовки профессиональной китайской революционной армии (革命軍人) для объединения Китая в  эпоху милитаристов. Она участвовала в Северной экспедиции, второй китайско-японской войне (во время Второй мировой войны) и Гражданской войне в Китае, прежде чем уйти с правительством Китайской Республики на Тайвань в 1949 году.
После 1949 года армия Республики участвовала в боевых действиях на Кинмэне и архипелаге Дачэн против НОАК в битве при Кунинтоу, а также в первом и втором кризисе Тайваньского пролива. В дополнение к этим крупным конфликтам, коммандос ROCA регулярно отправлялись в набеги на побережье острова Фуцзянь и Гуандуна. До 1970-х годов заявленное предназначение армии состояло в том, чтобы отбить материк у Китайской Народной Республики. После отмены военного положения в 1988 году и демократизации 1990-х годов предназначение армии было изменено на защиту Тайваня, Пэнху, Кинмэня и Мацзу от вторжения НОАК.
С сокращением численности Вооруженных сил Китайской Республики в последние годы, армия пережила наибольшее количество сокращений, поскольку военная доктрина ROCA стала подчеркивать важность взаимодействия с военно-морским флотом и военно-воздушными силами. После такого смещения акцентов ВМС и ВВС взяли верх над армией в оборонной доктрине и закупках оружия. Последние краткосрочные цели в армии включают приобретение и развитие совместных систем управления и связи, передовых ударных вертолётов и бронетехники, реактивных систем залпового огня и полевых систем ПВО. Армия также находится в процессе перехода на добровольческие силы.
В ноябре 2023 года, по сообщению Верховной прокуратуры Тайваня, десять тайваньских военнослужащих получили обвинения в пользу Китая. Отмечается, что трое обвиняются в вербовке действующих военнослужащих для сбора военной информации с целью «развития шпионский сети в интересах Китая». Четверым завербованным офицерам предъявлено обвинение в передаче Пекину «предметов и сведений, составляющих  военную тайну» в обмен на деньги. Двум другим действующим офицерам предъявлено обвинение с формулировкой за ведение «психологической войны». Военнослужащие сняли видео для Пекина, в котором они заявили: «Я готов сдаться Народно-освободительной армии». Последнего обвиняемого обвинили в краже военных секретов из сейфа на рабочем месте.